# Kommunistische Arbeiders-Partij Nederland
De Kommunistische Arbeiders-Partij Nederland (KAPN/KAP) was een radencommunistische partij in Nederland. De KAPN werd in 1921 opgericht nadat er zo'n 200 oppositionele leden werden uitgesloten uit de CPH.
Bij de oprichting ontstonden er 10 afdelingen: Amsterdam, Bussum, Den Haag, Deventer, Enschede, Hengelo, Leiden, Rotterdam, Weesp en Zwolle. Het ledenaantal zou echter niet boven de 1000 komen en door inactiviteit zouden een aantal afdelingen zijn verdwenen. De inspirators van de KAPN waren Herman Gorter en Anton Pannekoek met brochures als World Revolution and Communist Tactics en Open brief aan partijgenoot Lenin. Hoewel een groep tot 1932 de naam van de partij droeg, viel deze in 1923 uit elkaar toen het revolutionaire perspectief was verdwenen.

## Prominente leden
- Herman Gorter
- Henriette Roland Holst
- Henk Canne-Meijer
- Barend Luteraan